# 泉大津郵便局
泉大津郵便局（いずみおおつゆうびんきょく）は、大阪府泉大津市にある郵便局。民営化前の分類では集配普通郵便局であった。

## 概要
住所：〒595-8799 大阪府泉大津市小松町1-85

## 沿革
- 1872年2月3日（明治4年12月25日） - 大津郵便取扱所として開設[1]。
- 1875年（明治8年）1月1日 - 大津郵便局（五等）となる[1]。
- 1885年（明治18年）10月1日 - 貯金取扱を開始[1]。
- 1894年（明治27年）1月1日 - 為替取扱を開始[1]。
- 1911年（明治44年）8月16日 - 大津村郵便局に改称[2]。
- 1914年（大正3年）12月11日 - 和泉大津郵便局に改称[3]。
- 1937年（昭和12年）12月6日 - 等級を三等から二等に改定[4]。
- 1942年（昭和17年）4月1日 - 泉大津郵便局に改称[5]。
- 1949年（昭和24年）11月3日 - 泉大津市田中町から同市春日町に移転[6]。
- 1956年（昭和31年）10月5日 - 電話通話および和文電報受付事務の取扱を開始。
- 1999年（平成11年） - 外国通貨の両替および旅行小切手の売買に関する業務取扱を開始。
- 2001年（平成13年）10月15日 - 泉大津市春日町22-2から同市小松町1-85に移転。
- 2007年（平成19年）10月1日 - 民営化に伴い、併設された郵便事業泉大津支店に一部業務を移管。
- 2012年（平成24年）10月1日 - 日本郵便株式会社の発足に伴い、郵便事業泉大津支店を泉大津郵便局に統合。

## 取扱内容
- 郵便、印紙、ゆうパック、内容証明
- 貯金、為替、振替、振込、国際送金、外貨両替・トラベラーズチェック、国債、投資信託
- 生命保険、バイク自賠責保険、自動車保険、がん保険、引受条件緩和型医療保険
- ゆうちょ銀行ATM
- 「595-00xx」「595-08xx」区域（泉大津市全域、泉北郡忠岡町全域、高石市（南高砂））の集配業務
- ゆうゆう窓口

## 風景印
- 図柄は羊と泉大津大橋と毛布
- 局名表記は「泉大津」

## 周辺
- 泉大津市役所
- 泉大津市民会館
- 泉大津港フェリーターミナル

## アクセス
- 南海本線 泉大津駅から徒歩約7分
- 阪神高速湾岸線 泉大津出入口
- 駐車場あり：15台